# Programma Mars Scout
Il Programma Mars Scout era un programma NASA di esplorazione del pianeta Marte costituito da piccole missioni che seguirono il famoso motto "più veloci, migliori, più economiche".
Ogni missione venne sviluppata e selezionata dalla comunità scientifica attorno ad un obiettivo principale che emergeva dalle più recenti scoperte. Queste missioni erano integrate nel Programma Discovery.
Nel Giugno 2001 vennero selezionati 10 progetti su un totale di 43 iniziali e nel Dicembre 2002 furono individuati 4 progetti finalisti, con un budget massimo di 325 milioni di dollari. Oltre al Phoenix Mars Lander, sarebbero dovute seguire altre sonde tra il 2007 e il 2011, tuttavia la NASA aveva annunciato un rinvio per la sonda che seguirà la Phoenix. A causa del rinvio, dovuto ad un conflitto di interessi all'interno del team che esaminava le proposte di missione (Phase A concept study), il lancio della seconda sonda del programma Mars Scout non sarebbe avvenuto prima del 2013 poiché le finestre di lancio per il pianeta rosso si aprono ogni 26 mesi. A gennaio 2007 la NASA aveva annunciato come finaliste le missioni MAVEN e Great Escape, tuttavia venne lanciata solo la MAVEN come ultima missione del progetto, a causa di tagli al budget della NASA.

## 2007 Phoenix Mars Lander

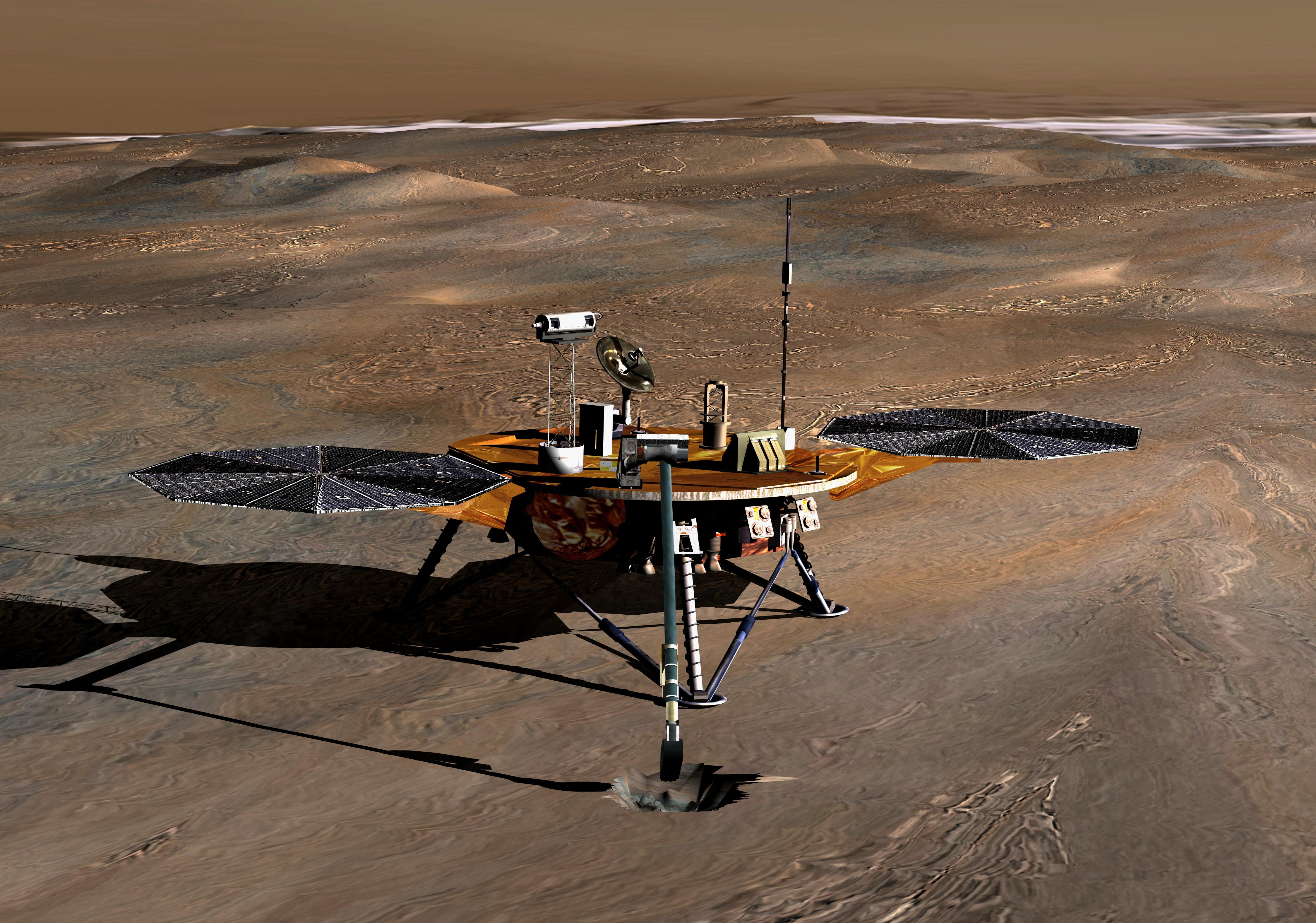
La sonda Phoenix raffigurata sul suolo marziano

La missione 2007 Phoenix Mars Lander è stata la prima missione del Programma Mars Scout ed utilizzava componenti derivati dalla missione Mars Surveyor 2001 Lander, cancellata nel 2000 dopo il fallimento delle missioni Mars Climate Orbiter e Mars Polar Lander nel 1998 e 1999.
Il lander è stato lanciato il 4 agosto 2007 ed è atterrato il 25 maggio in un'area vicino alla calotta polare nord, alle coordinate 68,21 N 234,25 E. L'obiettivo consisteva nell'esplorazione del polo nord (mentre il Mars Surveyor 2001 avrebbe dovuto esplorare il polo sud), dove la sonda Mars Odyssey aveva scoperto forti indizi di presenza di ghiaccio nel terreno. Inoltre è stata studiata la presenza di molecole volatili nel terreno (in particolare acqua e metano) ed effettuata la rilevazione di aree compatibili con eventuali forme di vita marziane. La missione è stata completata con successo nel 2008.

## Mars Atmosphere and Volatile EvolutioN

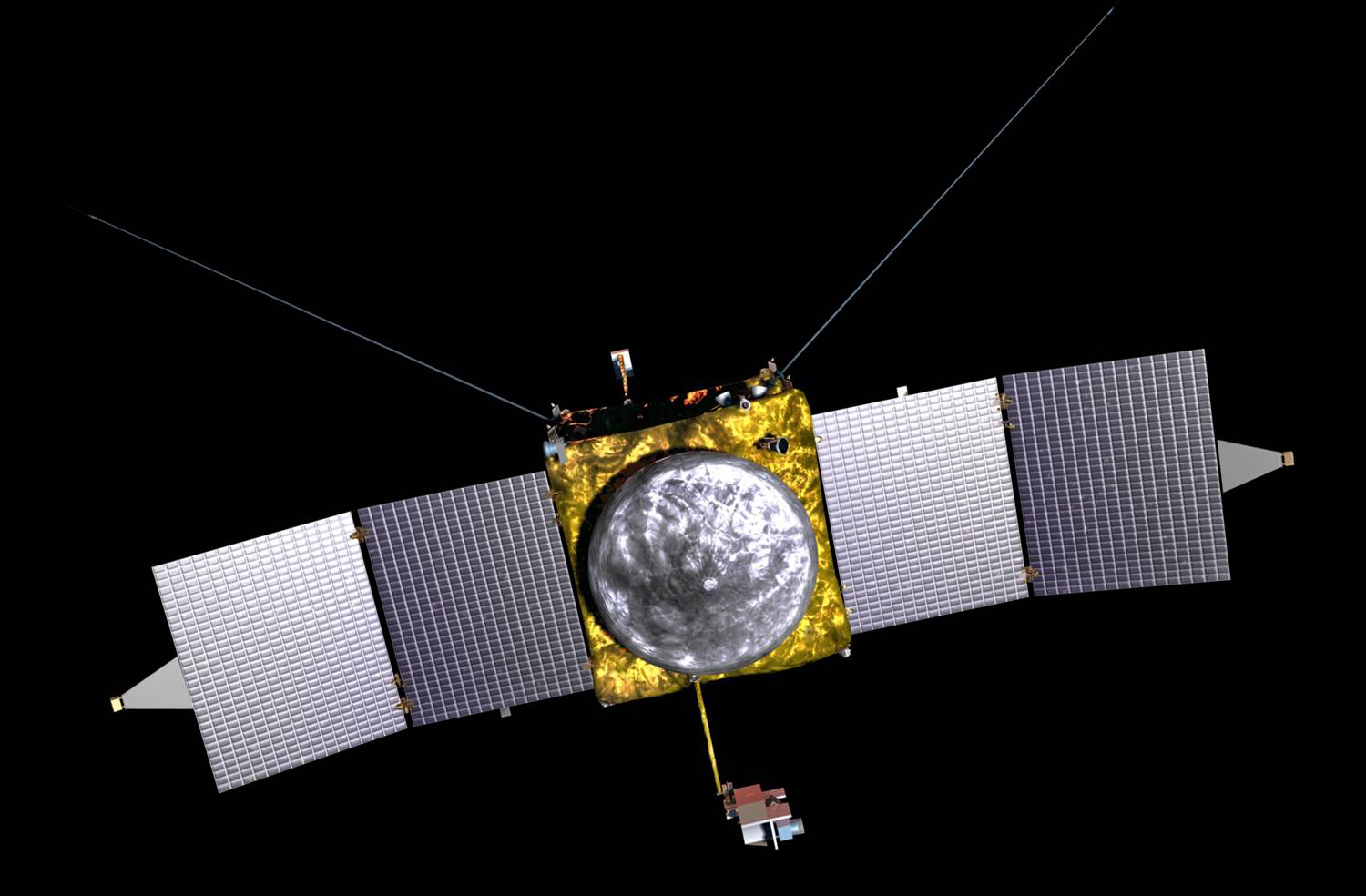
L'orbiter MAVEN

Il 15 settembre 2008, la NASA ha annunciato che MAVEN sarà la seconda missione Mars Scout.
Questa missione era stata originalmente pianificata per il 2011 ma è stata infine lanciata nel 2013, per poi essere entrata in orbita attorno a Marte il 21 settembre 2014. La missione consiste in un orbiter che studierà il tasso di perdita di atmosfera marziana, prestando particolare attenzione al ruolo del vento solare in questo processo. Questo fenomeno, ipotizzato da diversi studi, potrebbe aver avuto luogo miliardi di anni fa ed essere causato dagli ioni e dai campi magnetici del vento solare.

## Altre proposte

### ARES

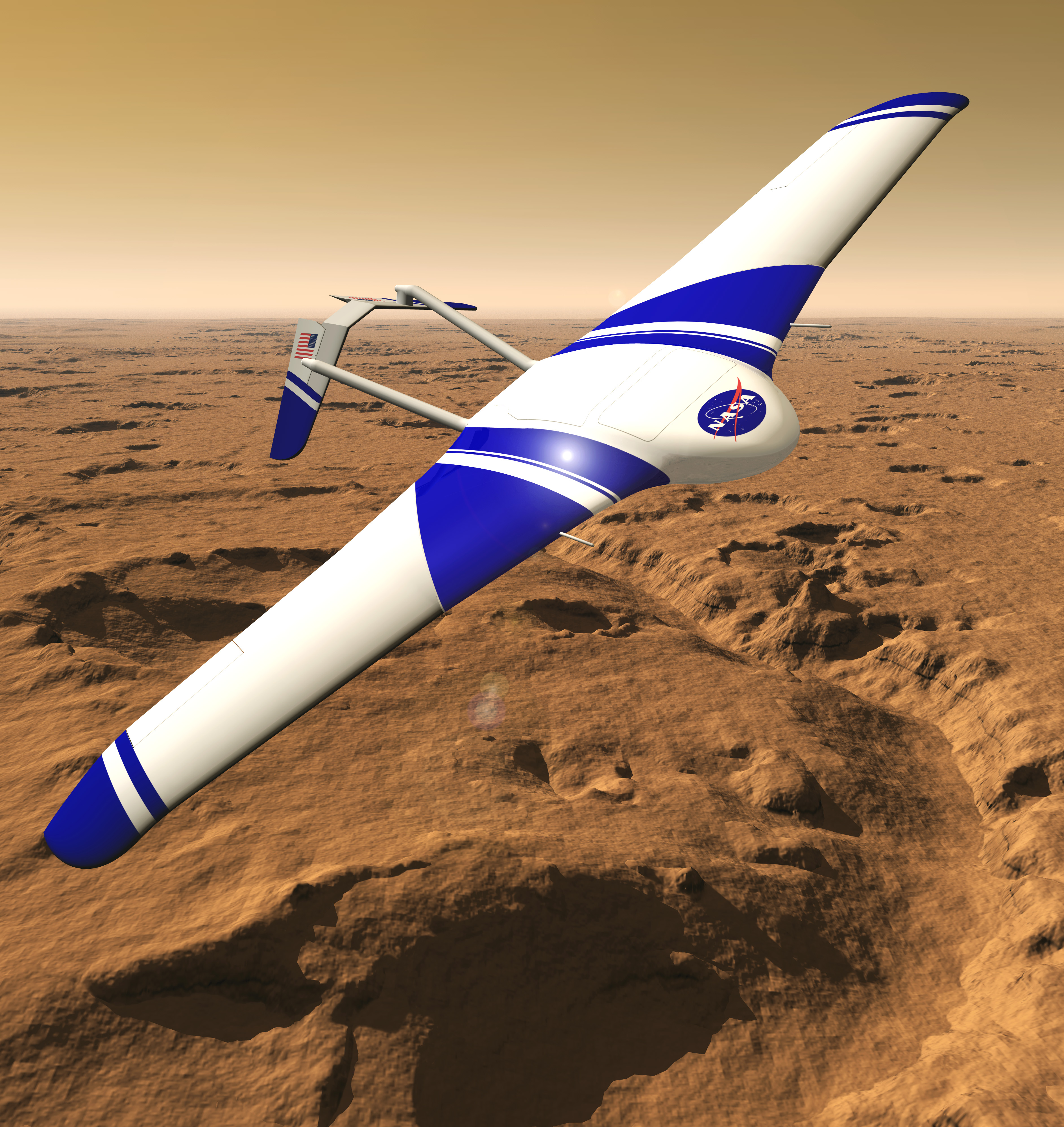
Sonda ARES mentre sorvola la superficie di Marte

La missione Aerial Regional-scale Environmental Survey of Mars (ARES) avrebbe investigato la struttura e l'evoluzione dell'atmosfera e della superficie marziana utilizzando un veicolo aereo. Questa innovativa sonda avrebbe sorvolato più di 600 km ad una altezza di 1,5 km, effettuando misurazioni ad alta risoluzione che non sono possibili tramite gli orbiter e sorvolando terreni inaccessibili ai rover.
Le tre aree scientifiche principali sarebbero state:
- Magnetismo della crosta: studio dettagliato della natura del magnetismo della crosta
- Composizione, Chimica e Dinamica dell'atmosfera: miglioramento della comprensione della composizione e della dinamica dello strato atmosferico vicino alla superficie.
- Acqua sottosuperficiale: ricerca di minerali con presenza di acqua e abbondanza di idrogeno

### MARVEL
La missione Mars Volcanic Emission and Life Scout (MARVEL) avrebbe utilizzato una sonda orbitale identica a quella utilizzata per lo studio dell'atmosfera terrestre. Gli obiettivi scientifici comprendevano lo studio delle proprietà fotochimiche dell'atmosfera per cercare tracce di emissioni provenienti da vulcanesimo ancora attivo o da attività microbiologica.

### SCIM
La missione Sample Collection for Investigation of Mars (SCIM) avrebbe effettuato delle misurazioni della bassa atmosfera, in particolare le proprietà chimiche dell'atmosfera negli strati più vicini al suolo.

### Great Escape
Questa missione avrebbe avuto il compito di determinare i processi fondamentali nell'evoluzione dell'atmosfera del pianeta rosso misurando la struttura e le dinamiche dell'atmosfera superiore. Inoltre, avrebbe misurato componenti potenzialmente biogenici, come il metano. L'investigator principale è il Dr. Alan Stern del Southwest Research Institute di Boulder in Colorado.